# Malgassophlebia bispina
Malgassophlebia bispina är en trollsländeart som beskrevs av Fraser 1958. Malgassophlebia bispina ingår i släktet Malgassophlebia och familjen segeltrollsländor. IUCN kategoriserar arten globalt som livskraftig. Inga underarter finns listade i Catalogue of Life.